# (303) Josephina
(303) Josephina ist ein Asteroid des äußeren Hauptgürtels, der am 12. Februar 1891 vom italienischen Astronomen Elia Millosevich am Observatorium des Collegio Romano in Rom entdeckt wurde. Es war seine erste von zwei Asteroidenentdeckungen.
Der Entdecker gibt in den Memorie dell’ Osservatorio del Collegio Romano an, dass der Asteroid „… zu Ehren einer mir lieb gewordenen Person…“ benannt wurde. Siehe auch den diesbezüglichen Kommentar bei (295) Theresia.

## Wissenschaftliche Auswertung
Aus Ergebnissen der IRAS Minor Planet Survey (IMPS) wurden 1992 Angaben zu Durchmesser und Albedo für zahlreiche Asteroiden abgeleitet, darunter auch (303) Josephina, für die damals Werte von 99,3 km bzw. 0,06 erhalten wurden. Eine Auswertung von Beobachtungen durch das Projekt NEOWISE im nahen Infrarot führte 2011 zu vorläufigen Werten für den Durchmesser und die Albedo im sichtbaren Bereich von 105,9 km bzw. 0,04. Nachdem die Werte nach neuen Messungen mit NEOWISE 2012 auf 124,9 km bzw. 0,03 geändert worden waren, wurden sie 2014 auf 104,4 km bzw. 0,04 korrigiert. Nach der Reaktivierung von NEOWISE im Jahr 2013 und Registrierung neuer Daten wurden die Werte 2016 angegeben mit 89,1 oder 100,9 km bzw. 0,06 oder 0,05, diese Angaben beinhalten aber hohe Unsicherheiten.
Eine spektroskopische Untersuchung von 820 Asteroiden zwischen November 1996 und September 2001 am La-Silla-Observatorium in Chile ergab für (303) Josephina eine taxonomische Klassifizierung als Caa- bzw. Ch-Typ.
Photometrische Messungen des Asteroiden fanden erstmals statt vom 2. September bis 4. November 2004 in der Ukraine an der Außenstelle Tschuhujiw des Charkiw-Observatoriums und am Krim-Observatorium in Simejis. Die während 16 Nächten aufgezeichnete Lichtkurve führte zur Bestimmung einer Rotationsperiode von 12,497 h. Bei Beobachtungen am 8. und 9. März 2007 am Oakley Observatory des Rose-Hulman Institute of Technology in Indiana konnten die Daten nicht weiter ausgewertet werden.
Aus archivierten Daten des Asteroid Terrestrial-impact Last Alert System (ATLAS) aus dem Zeitraum 2015 bis 2018 wurde in einer Untersuchung von 2020 mit der Methode der konvexen Inversion für ein dreidimensionales Gestaltmodell des Asteroiden eine retrograde Rotation mit einer Periode von 12,4996 h bestimmt.
Mit dem Weltraumteleskop Transiting Exoplanet Survey Satellite (TESS) konnten während dessen Durchmusterung des Südhimmels 2018 bis 2019 auch Objekte des Sonnensystems beobachtet werden. Dabei wurden auch die Lichtkurven von fast 10.000 Asteroiden aufgezeichnet. Für (303) Josephina wurde aus Messungen vom 2. bis 20. Mai 2019 eine Rotationsperiode von 12,4786 h erhalten. Eine Zusammenarbeit mehrerer Observatorien in Spanien vom 15. Januar bis 5. Februar 2023 führte zur Bestimmung einer Rotationsperiode von 12,454 h.
Im Jahr 2023 wurde aus photometrischen Messungen von Gaia DR3 erneut ein dreidimensionales Gestaltmodell des Asteroiden für eine Rotationsachse mit retrograder Rotation und einer Periode von 12,4990 h berechnet.